# Image+Nation
image+nation. festival film LGBTQueer Montréal est un festival de film annuel qui a lieu à Montréal, Québec, Canada. Tenu en novembre de chaque année, pour une durée de onze jours, le festival est dédié au partage des histoires et des expériences des personnes LGBTQ+. Il est le premier festival de ce genre au Canada.

## Histoire
Lancé en 1987, la mission du festival est de représenter, protéger et préparer les générations actuelles et futures de conteurs et de créateurs de médias queer, tout en développant l'empathie en partageant des histoires avec des publics au Canada et dans le monde entier.
Chaque année, le festival projette le meilleur du cinéma queer local et international dans diverses salles montréalaises, en se concentrant sur les nouvelles voix et les moyens évolutifs de raconter des histoires dans la culture contemporaine. Bon nombre des premiers films et vidéos militants ont été projetés à image+nation. LGBTQueer Montréal traitait de la résistance, de la libération, du sida et du VIH. Pendant cette ère pré-internet, il était difficile pour les organisateurs de festivals de trouver des films et des vidéos à présenter jusqu'à ce qu'un circuit de festivals LGBTQ+ commence au début des années 90, coïncidant avec le mouvement indépendant « New Queer Cinema ».
En 2016, le festival a développé une série de programmes éducatifs et de mentorat dédiés à nourrir les contenus émergents, sous le nom de I+N Explore (fka I+N ProLab).
Les 30 ans d'image+nation. festival film LGBTQueer Montréal ont eu lieu en 2017 avec 120 longs métrages, documentaires, courts métrages et coups de cœur queer. Les salles comprenaient le Théâtre Impérial, le Musée des beaux-arts de Montréal, le cinéma JA de Sève de l'Université Concordia, le Centre Phi et la Cinémathèque québécoise.
Les personnes responsables de la direction de la programmation de l'événement et de la direction générale sont Katharine Setzer  Charlie Boudreau.

## Récompenses et prix
- Prix du Jury
- Prix spécial du jury
- Prix du public